# Fajã de São João

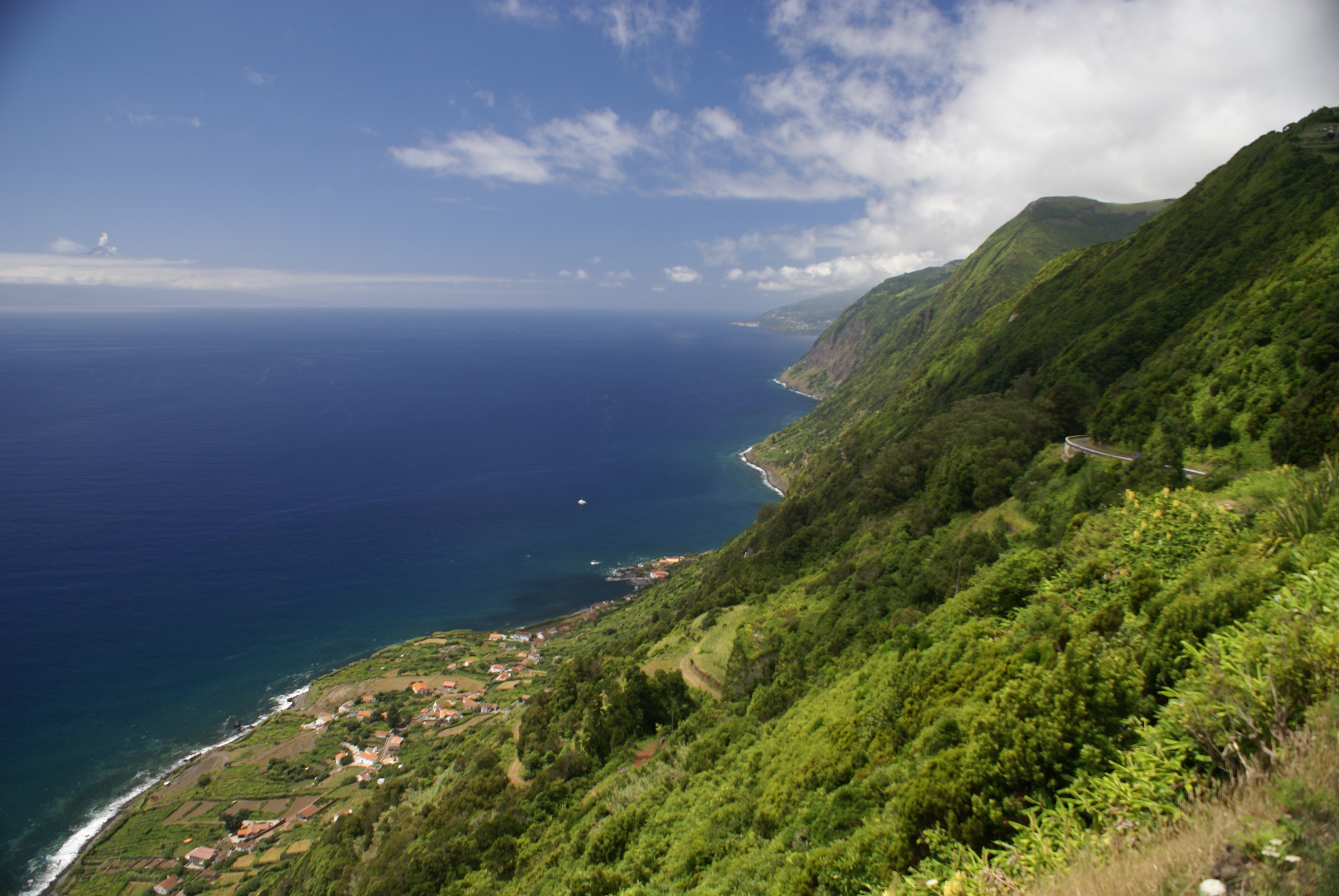
Fajã de São João, falésias e caminho para a fajã.

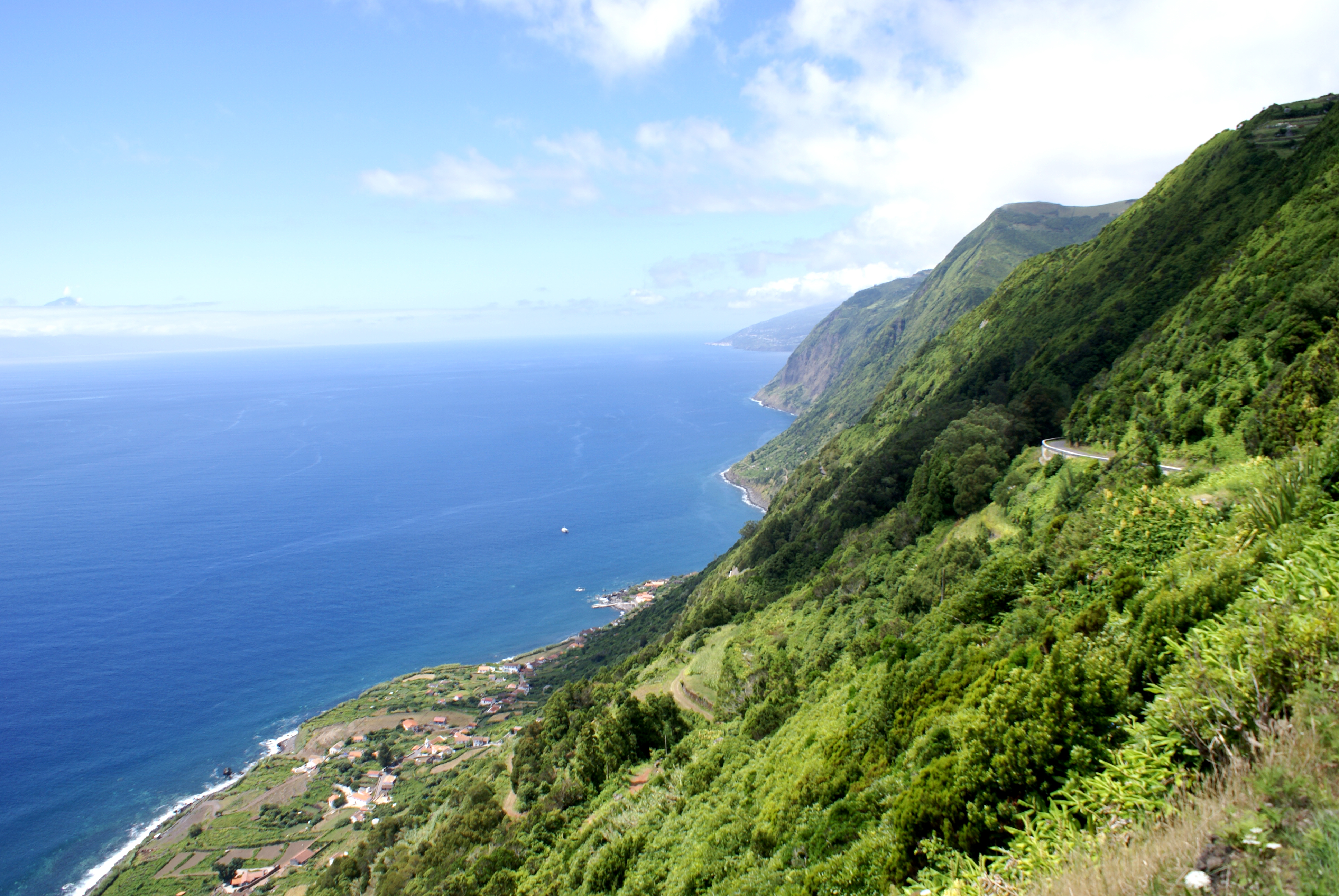
Fajã de São João, inico da descida à fajã.

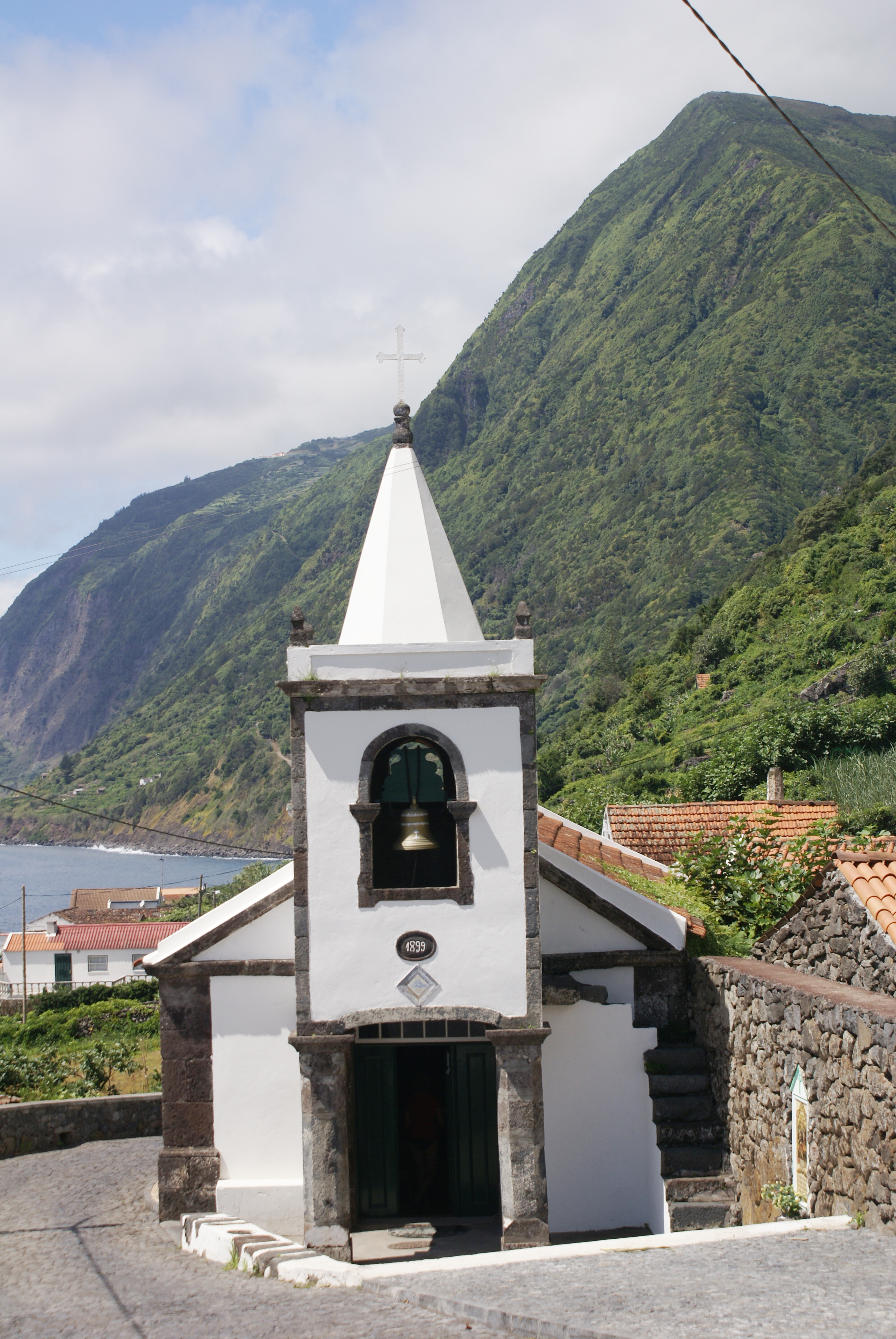
Ermida da Fajã de São João.

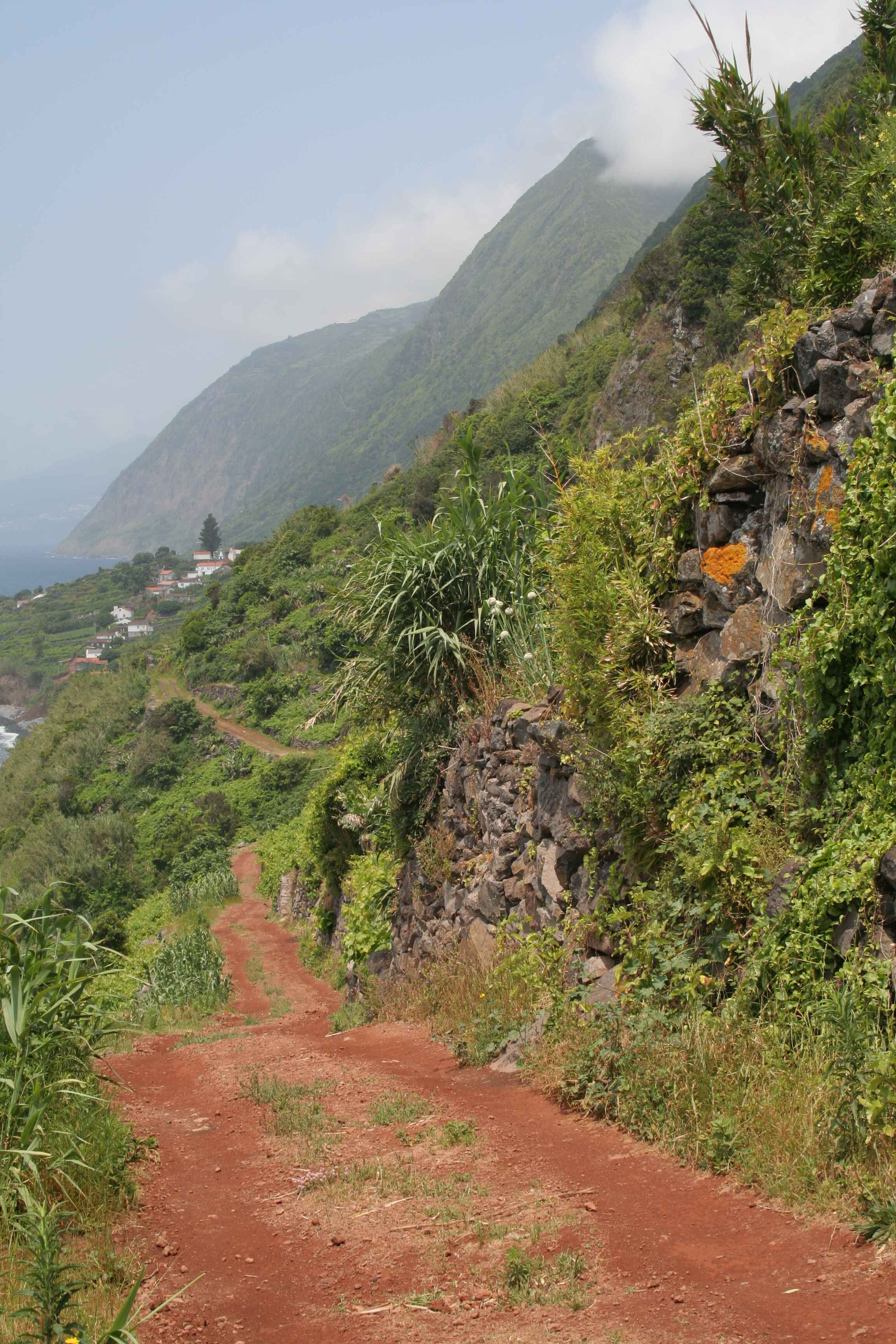
Fajã de São João, trilhos.

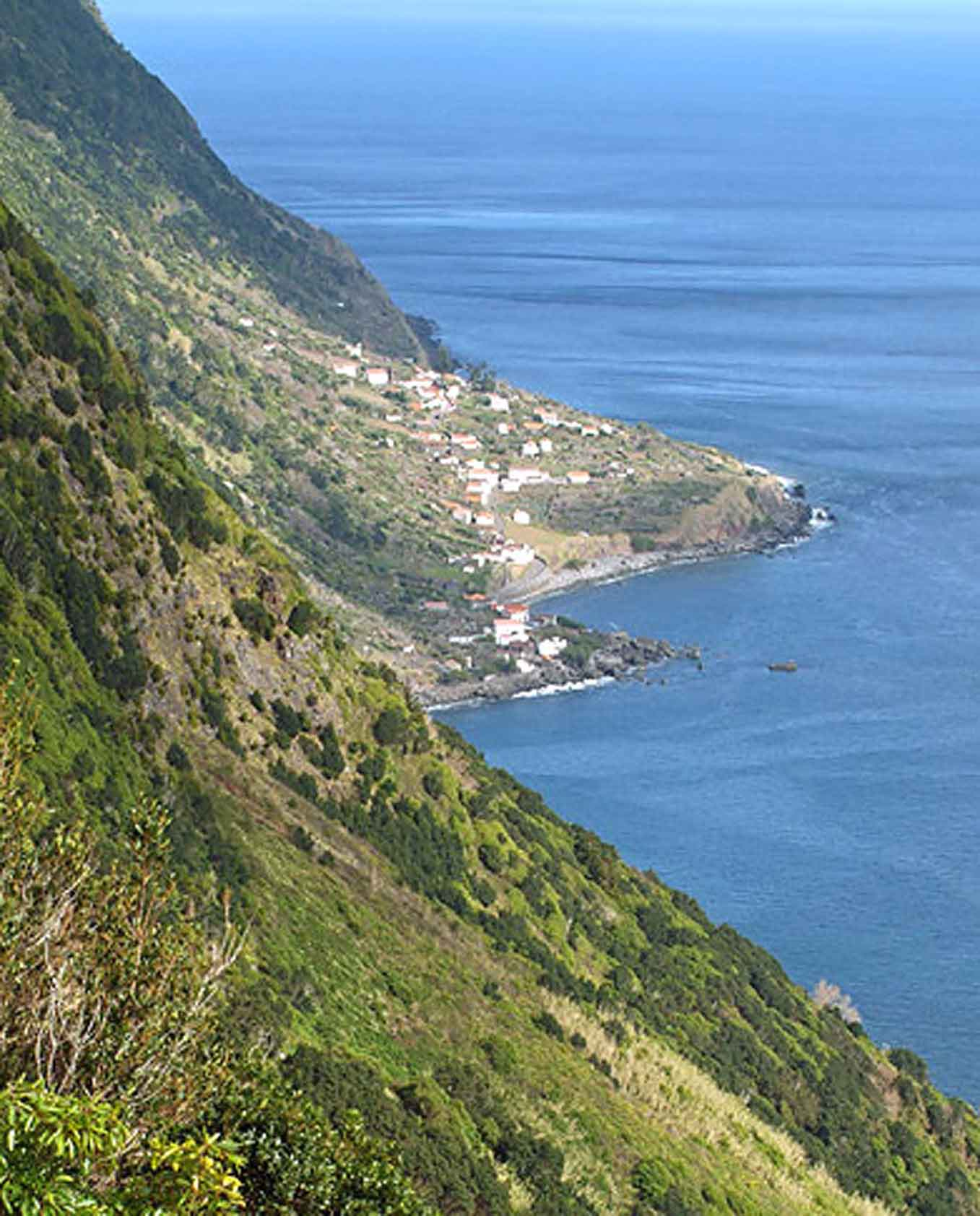
Fajã de São João. A falésia a que esta sobranceira.

A Fajã de São João é maior fajã da costa sul do concelho da Calheta da ilha de São Jorge. Pertence à freguesia de Santo Antão, sendo um dos seus principais lugares.

## Descrição
Extremamente atractiva pela abundância de águas, resultado das grandes cascatas que se despenham das arribas e pelo seu extraordinário microclima, a Fajã de São João é habitada em permanência pelo menos desde 1550 ou 1560, datas em que aparecem referências aos seus moradores.
Teve a sua ermida construída segundo alguns historiadores por volta de 1550, em cumprimento de um voto incluído no testamento do padre Diogo de Matos da Silveira, que assim fez nascer a Ermida de São João.
Cedo afamada pelos seus vinhos e frutas, em figos, nozes, laranjas, maçãs, castanhas e ananases, café entre outros em 1625 foi alvo de uma incursão de piratas argelinos que levaram cativos alguns dos seus habitantes.
Em resultado deste incidente, foi construído um fortim junto ao porto da Fajã, mas tal não obstou a que voltasse a ser atacada por um navio corsário de Salé em 1686, o qual desembarcou parte da sua tripulação sem haver em terra quem lhe fizesse um único tiro, tendo demolido o fortim e saqueado as casas e a ermida, destruindo a imagem de São João então ali existente.
A Fajã foi severamente atingida pelos desmoronamentos causados pelo Mandado de Deus, tendo grande parte da sua população ficado soterrada sob imensas derrocadas, as quais ainda hoje são bem visíveis ao longo da encosta. Reconstruída, foi novamente atingida com gravidade pelo terramoto de 1980, 1 de Janeiro, o qual voltou a semear a destruição no lugar.
Hoje a Fajã de São João é um importante local de veraneio e continua a produzir vinho, com destaque para o vinho jaquê, aguardente de nêspera, figos e, pasme-se, café. A pequena produção de café ali existente, apesar de não ter significado económico, apresenta a singularidade de fazer da Fajã de São João o local mais a norte onde crescem cafezeiros para produção.
Esta fajã também foi uma das escolhidas por algumas das famílias nobres e ricas do concelho da Calheta para local de veraneio.
Muitas destas famílias, como foi o caso dos Noronhas, eram detentoras de grandes propriedades nesta fajã, onde era produzido vinho de excelente qualidade que depois de depositado em pipas era levado por barco para a ilha Terceira, onde era engarrafado no seu solar de Villa Maria, então residência de José Pimentel Homem de Noronha e de seu pai o morgado João Inácio de Bettencourt Noronha e só depois comercializado.

## Algumas das espécies deavesobserváveis ao longo do ano
- Gaivina (Laridae)
- Freira-do-bugio (Pterodroma feae)
- Cagarra-de-cory (Calonectris diomedea) (65% da população mundial desta espécie reproduz-se nos Açores)
- Estapagado (Puffinus puffinus)
- Angelito (Oceanodroma castro)
- Rabo-de-palha-de-bico-vermelho (Phaethon aethereus)
- Marrequinha-comum (Anas crecca)
- Pato-real (Anas platyrhynchos)
- Codorniz (Coturnix coturnix)
- Galinha-d'água-comum (Gallinula chloropus)
- Borrelho-de-coleira-interrompida (Charadrius alexandrinus)
- Narceja (Gallinago gallinago)
- Galinhola (Scolopax rusticola)
- Gaivota-do-cáspio (Larus cachinnans)
- Garajau-comum (Sterna hirundo)
- Garajau-rosado (Sterna dougallii)
- Garajau-escuro (Sterna fuscata)
- Pombo-das-rochas (Columba livia)
- Pombo-torcaz-dos-açores (Columba palumbus azorica)
- Mocho-pequeno (Asio otus)
- Alvéola-cinzenta (Motacilla cinerea)
- Estorninho-malhado (Sturnus vulgaris)
- Toutinegra-de-barrete-preto (Sylvia atricapilla)
- Estrelinha-de-poupa (Regulus regulus)
- Pisco-de-peito-ruivo (Erithacus rubecula)
- Melro-preto (Turdus merula)
- Pardal-comum (Passer domesticus)
- Canário (Serinus canaria)
- Verdilhão (Carduelis chloris)
- Pintassilgo (Carduelis carduelis)

## Alguma da fauna marítima observável
- Solha (Bothus podas maderensis),
- Salmonete (Mullus surmuletus),
- Peixe-balão (Sphoeroides marmoratus),
- Garoupa (serranídeos),
- Bodião (labrídeos),
- Sargo,
- Ouriço-do-mar-negro (Arbacia lixula),
- Ouriço-do-mar-roxo (Strongylocentrotus purpuratus),
- Lapa (Docoglossa),
- Peixe-porco (Balistes carolinensis),
- Caranguejo-eremita (Calcinus tubularis),
- Peixe-rei (Coris julis),
- Polvo (Octopus vulgaris),
- Estrela-do-mar (Ophidiaster ophidianus),
- Água-viva (Pelagia noctiluca),
- Caravela-portuguesa (Physalia physalis),
- Ratão (Taeniura grabata),
- Chicharro (Trachurus picturatus).
- Toninha-brava (Tursiops truncatus),
- Tartaruga-careta (Caretta caretta).
- Craca (Megabalanus azoricus).

## alguma da flora marítima dominante
- Alga vermelha (Asparagopsis armata).
- Alga Roxa (Bonnemaisonia hamifera).
- Anémona-do-mar (Alicia mirabilis),
- Anémona-do-mar (Actiniaria),
- Alga castanha (Dictyota dichotoma),
- Ascídia-flor (Distaplia corolla),
- Musgo (Pterocladiella capillacea),
- Erva-patinha-verde (Ulva intestinalis),
- Alface do mar (Ulva rigida)

## Galeria

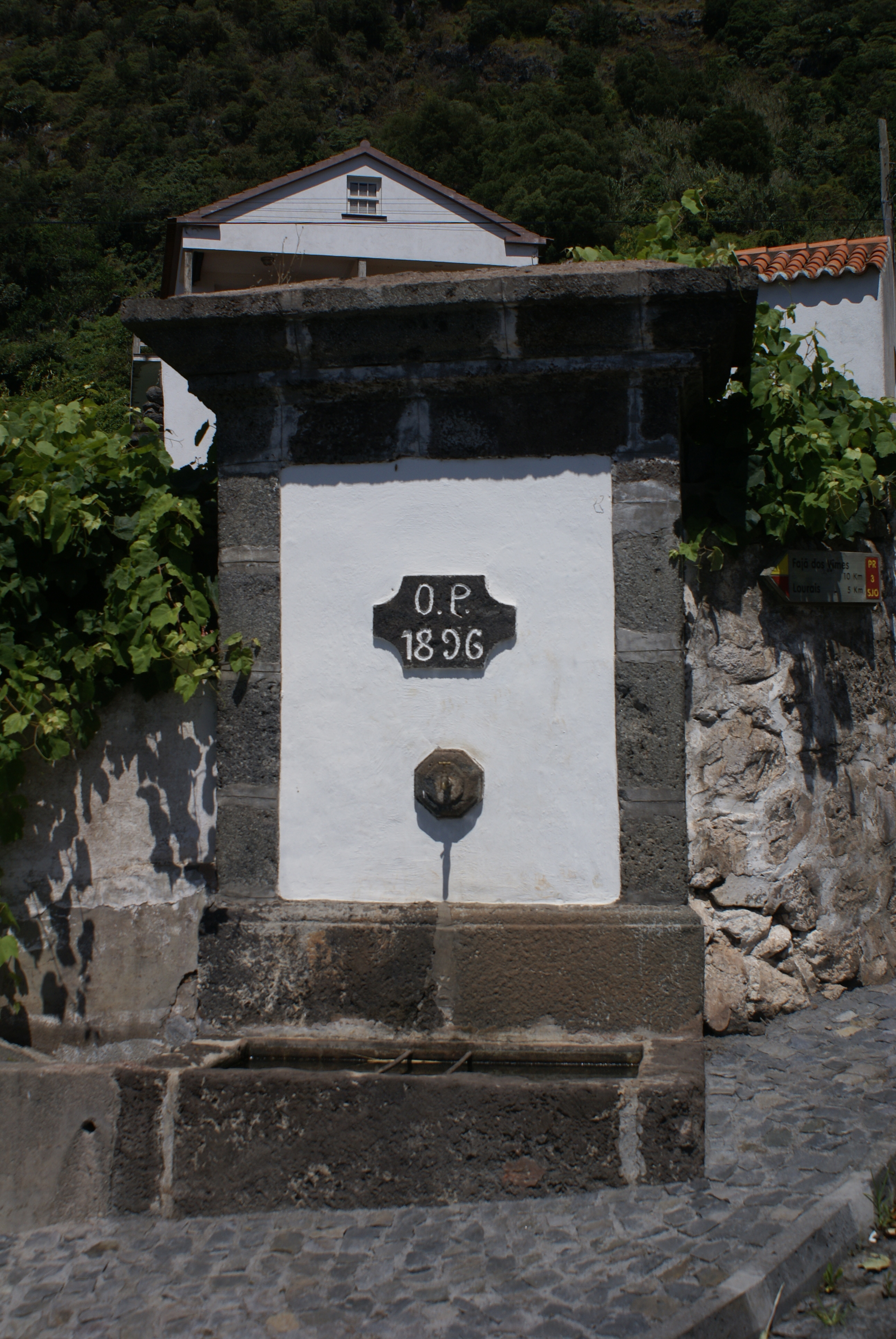
Chafariz datado de 1896
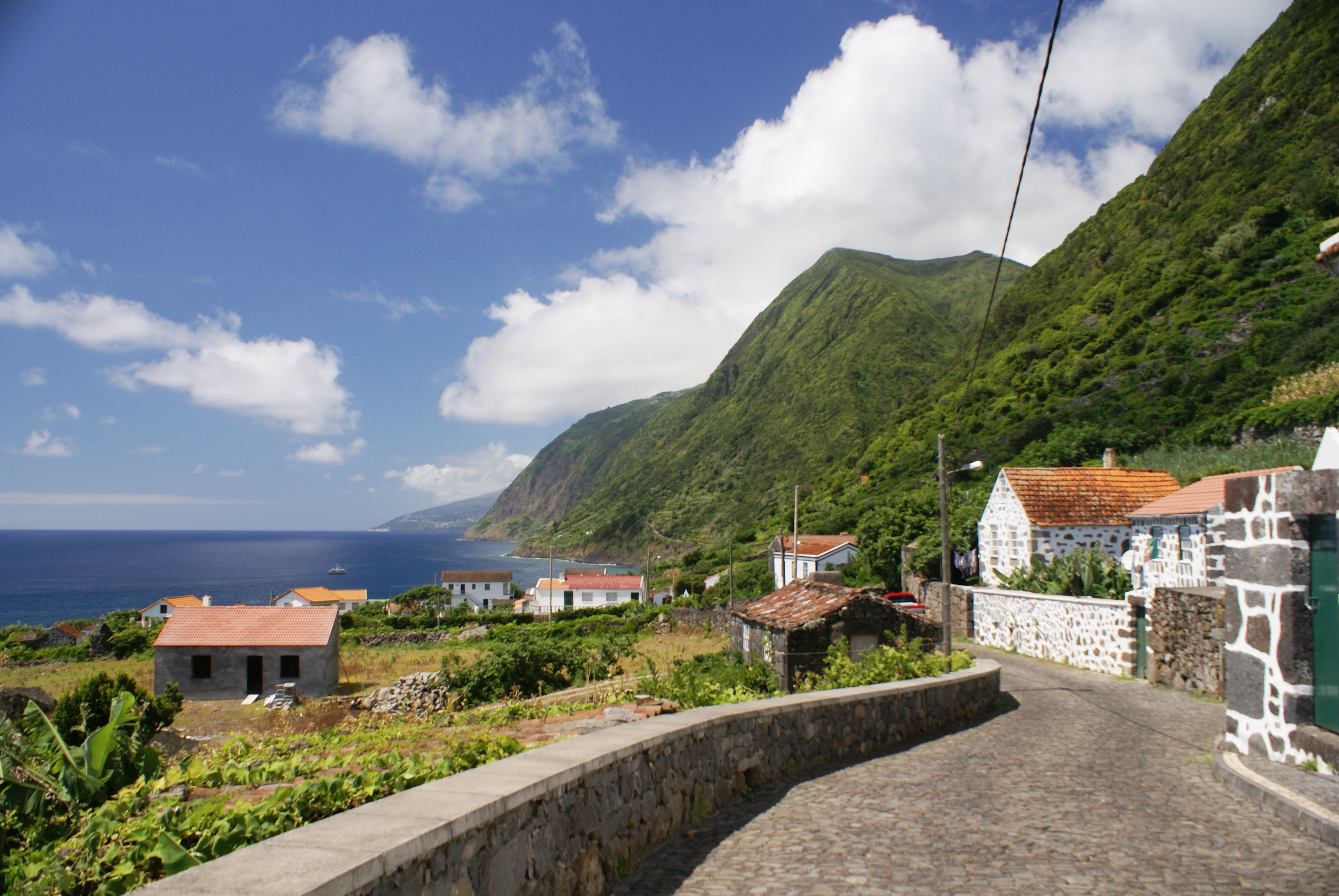
Fajã de São João, falésias e caminho para a praia e os Lourais
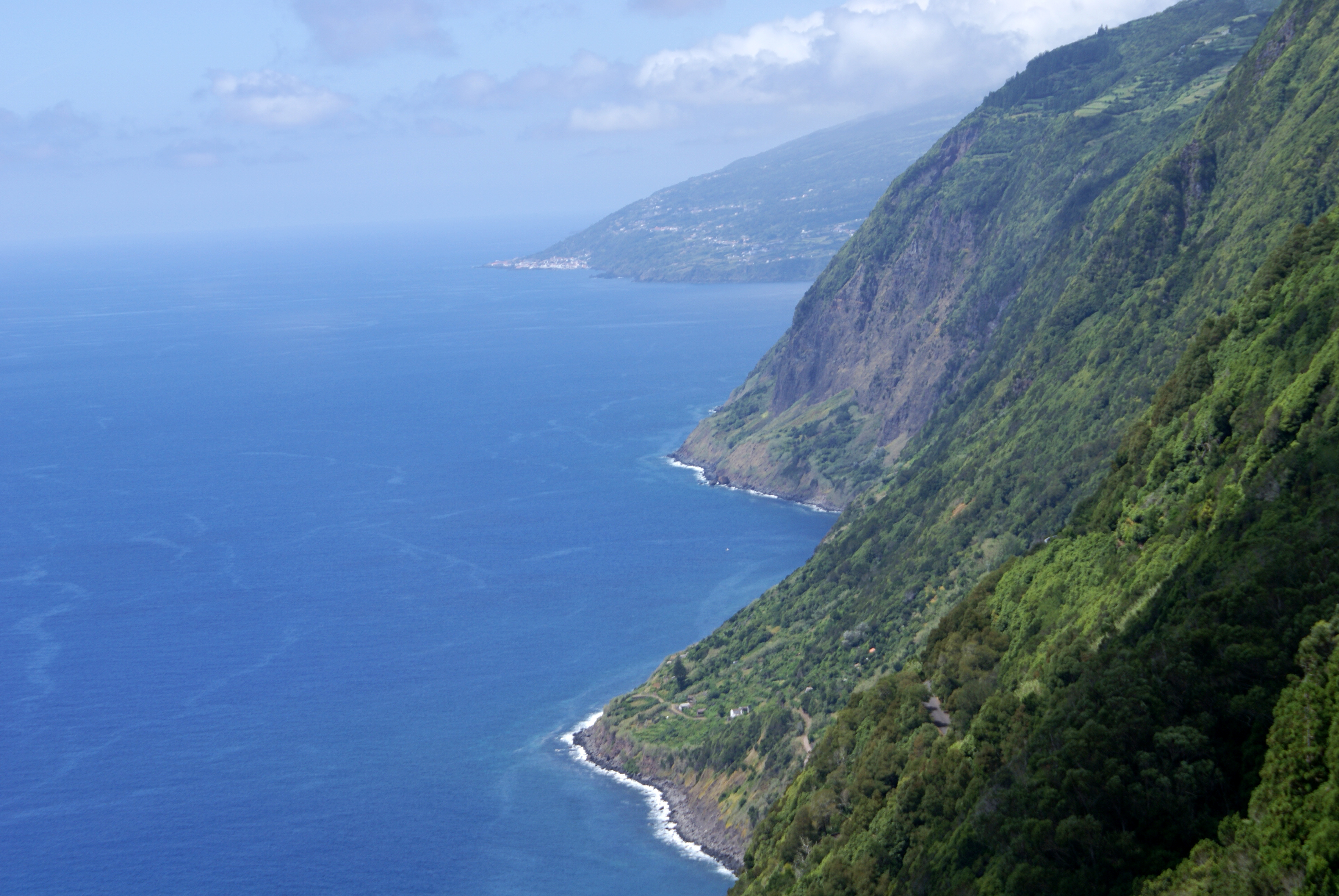
Fajã de São João, falésias e caminho para os Lourais
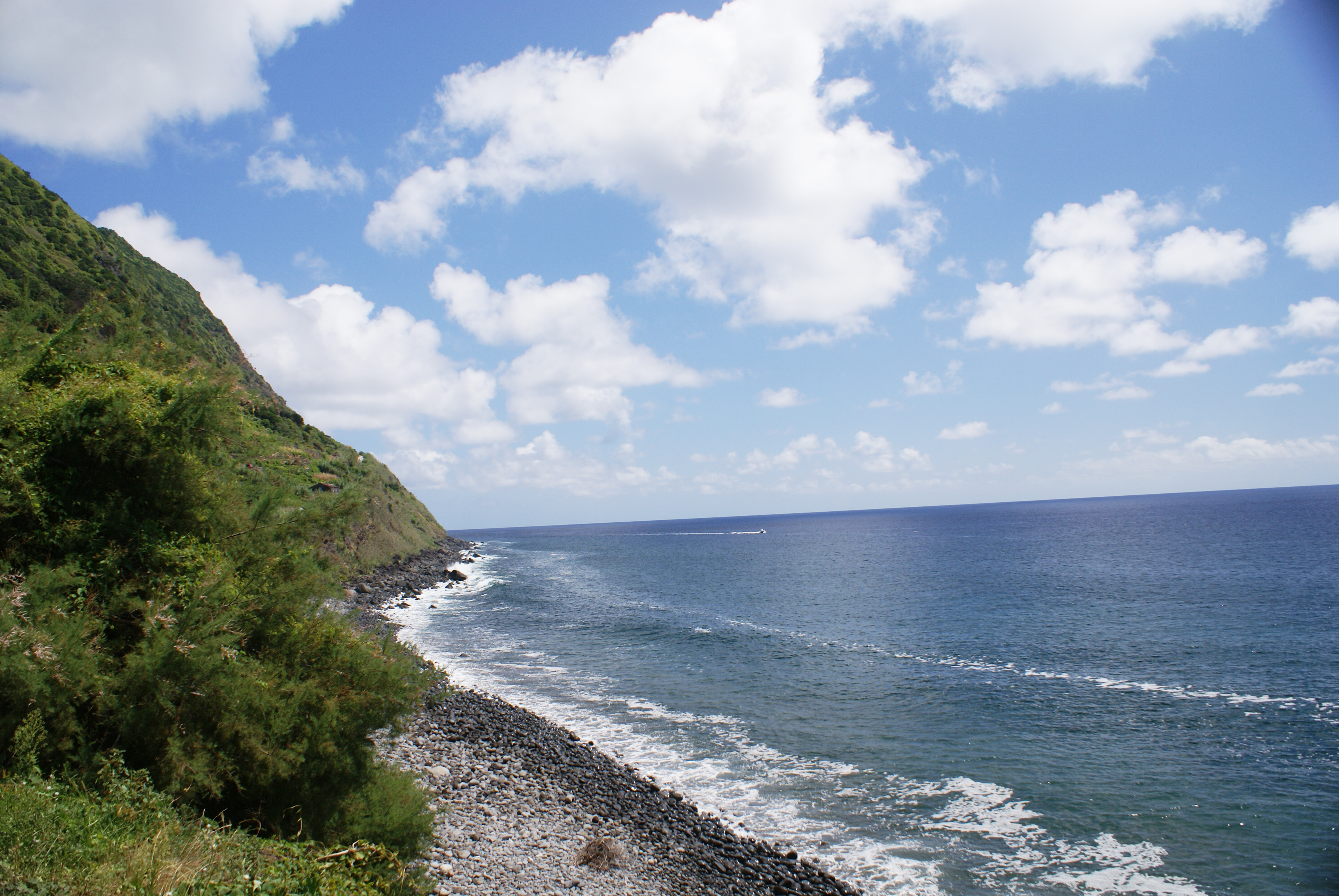
Fajã de São João, praia da calhau rolado
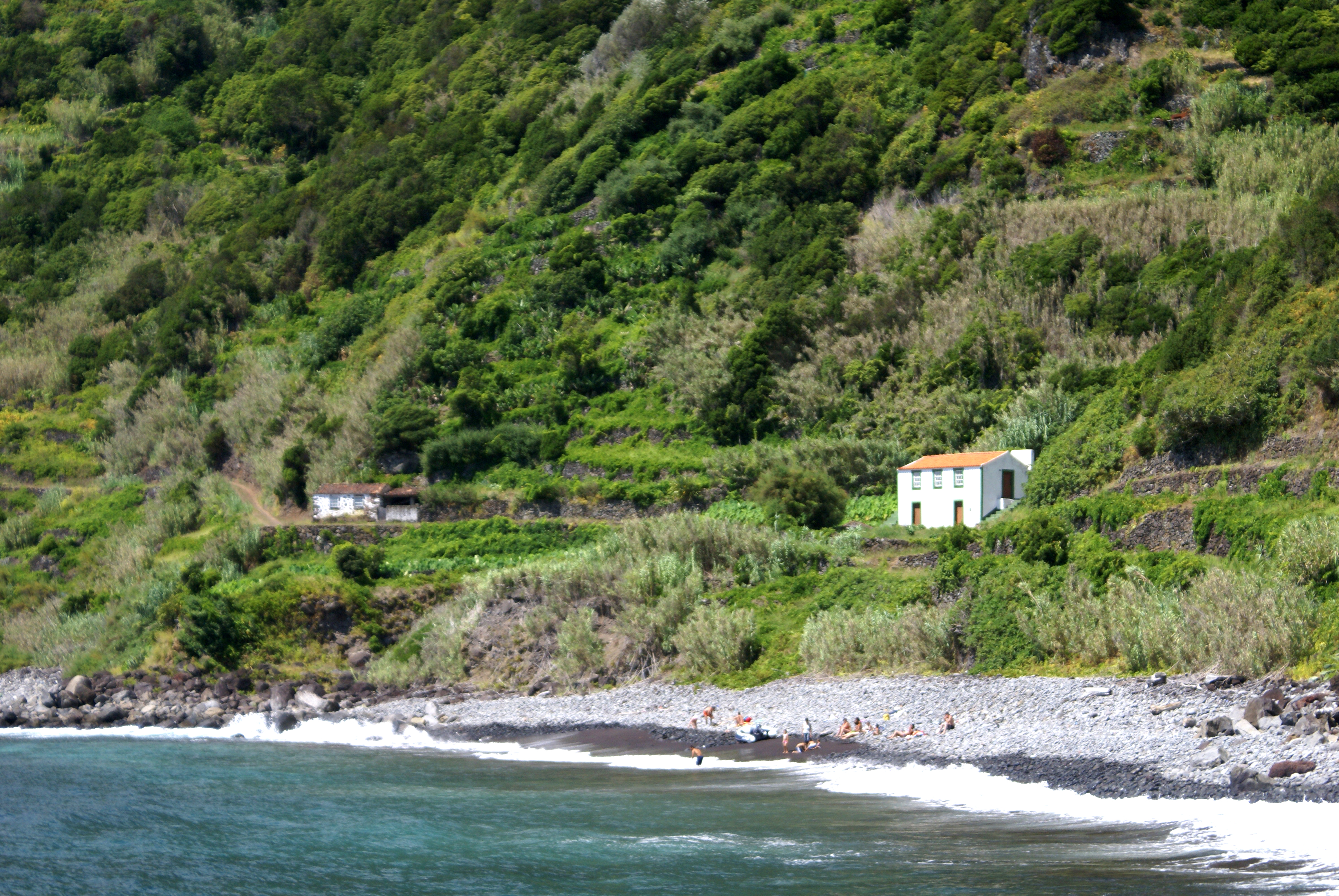
Fajã de São João, Praia da Baía da Areia
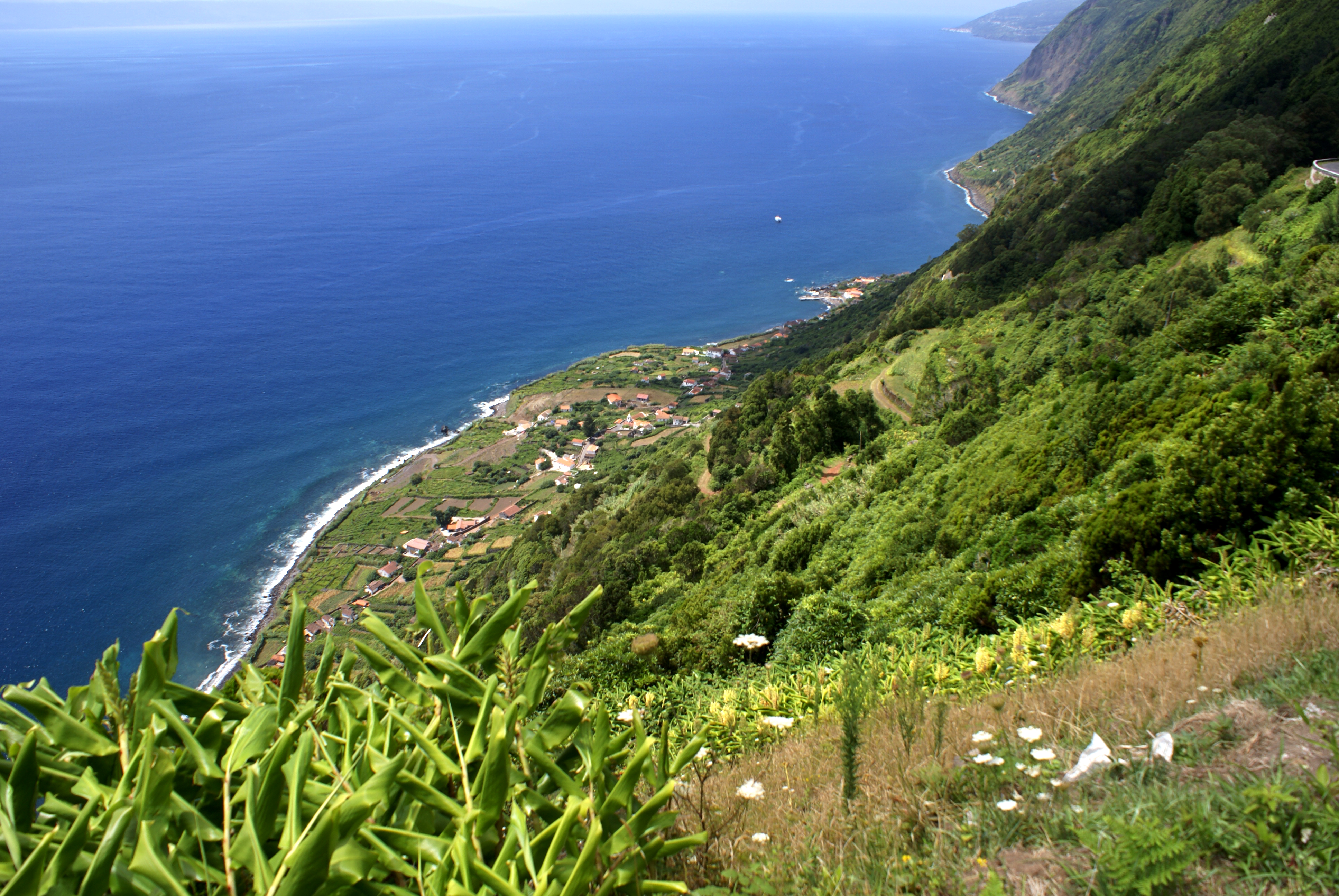
Fajã de São João, vista parcial
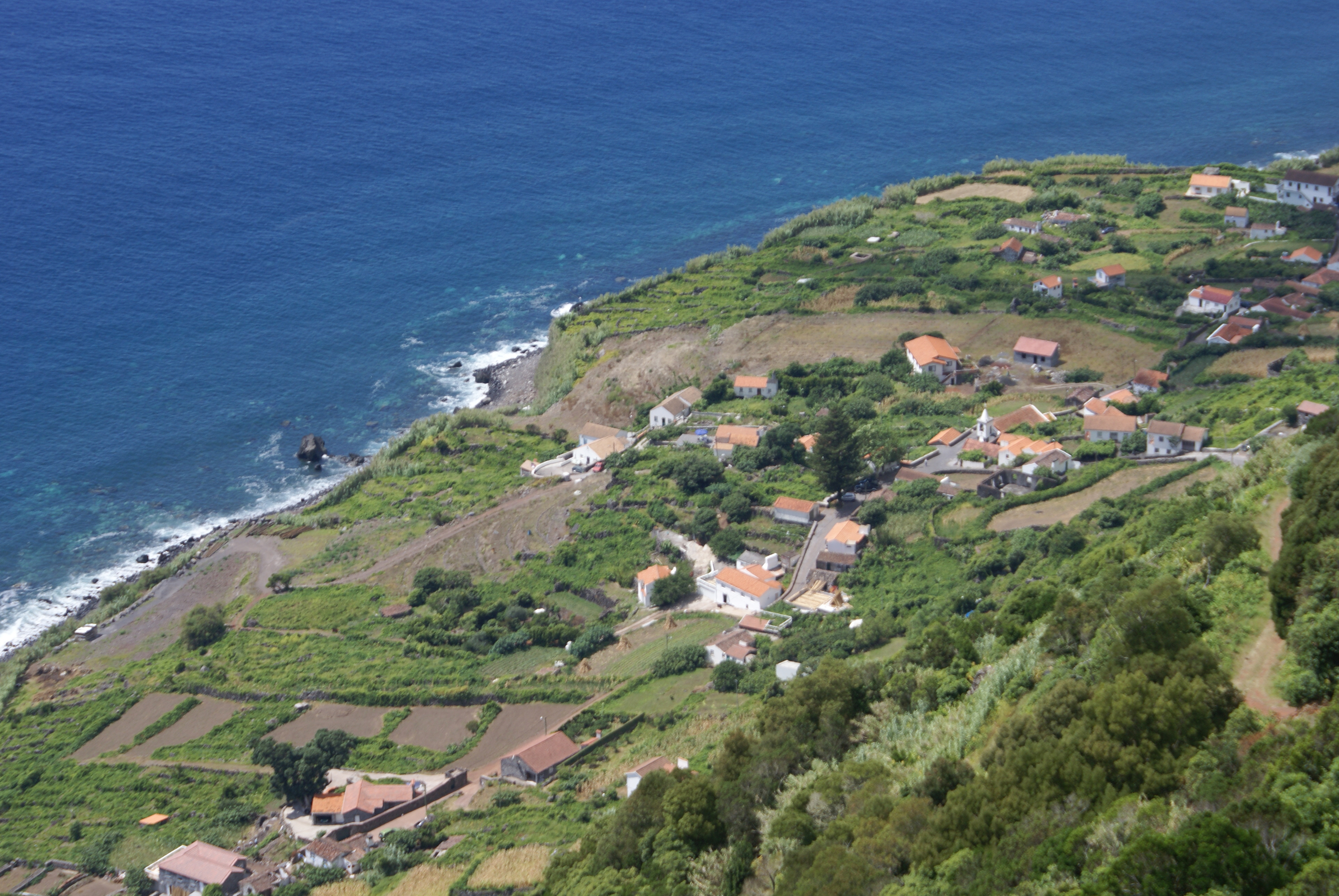
Fajã de São João, vista